# You Win Again
You Win Again ist ein Lied der Bee Gees aus dem Jahr 1987, das auf dem Album E.S.P erschien. Der Song wurde von den Bee Gees geschrieben und von ihnen gemeinsam mit Arif Mardin und Brian Tench produziert.

## Geschichte
Die Veröffentlichung fand am 31. August 1987 statt. In den Ländern Großbritannien, Irland, Österreich, Schweiz und Norwegen wurde der Popsong ein Nummer-eins-Hit. In Deutschland erreichte die Single am 3. September 1987 Platz 52, um in der Folgewoche wieder aus den Charts zu verschwinden. Erst der unerwartet große Erfolg der Single in England brachte den Titel in die Radio-Playlisten und führte zur ersten Nummer eins der Bee Gees in Deutschland seit Words 1968. In den Vereinigten Staaten war der Titel weniger erfolgreich. Dennoch ließ sich der Erfolg in den USA mit der Single One im Jahr 1989 mit Platz sieben nachholen.
Im Lied streitet sich der Protagonist in Form eines lyrischen Ichs mit seiner Frau vor der Scheidung.

## Kommerzieller Erfolg

### Chartplatzierungen
| ChartsChartplatzierungen       | Höchstplatzierung | Wochen/ Monate |
| ------------------------------ | ----------------- | -------------- |
| Deutschland (GfK)              | 1 (19 Wo.)        | 19 Wo.         |
| Österreich (Ö3)                | 1 (3,5 Mt.)       | 3,5 Mt.        |
| Schweiz (IFPI)                 | 1 (17 Wo.)        | 17 Wo.         |
| Vereinigte Staaten (Billboard) | 75 (6 Wo.)        | 6 Wo.          |
| Vereinigtes Königreich (OCC)   | 1 (15 Wo.)        | 15 Wo.         |

| ChartsJahrescharts (1987)    | Platzierung |
| ---------------------------- | ----------- |
| Deutschland (GfK)            | 12          |
| Österreich (Ö3)              | 27          |
| Schweiz (IFPI)               | 27          |
| Vereinigtes Königreich (OCC) | 4           |

| ChartsJahrescharts (1988) | Platzierung |
| ------------------------- | ----------- |
| Deutschland (GfK)         | 65          |

### Auszeichnungen für Musikverkäufe
| Land/Region                  | Auszeichnungen für Musikverkäufe (Land/Region, Auszeichnung, Verkäufe) | Verkäufe  |
| ---------------------------- | ---------------------------------------------------------------------- | --------- |
| Dänemark (IFPI)              | Gold                                                                   | 45.000    |
| Deutschland (BVMI)           | Platin                                                                 | 500.000   |
| Frankreich (SNEP)            | Silber                                                                 | 250.000   |
| Neuseeland (RMNZ)            | Gold                                                                   | 15.000    |
| Vereinigtes Königreich (BPI) | Gold                                                                   | 500.000   |
| Insgesamt                    | 1× Silber · 3× Gold · 1× Platin ·                                      | 1.310.000 |

Hauptartikel: Bee Gees/Auszeichnungen für Musikverkäufe

## Coverversionen
- 1987: Susan Schubert (Viel zu heiß)
- 1988: Munich Symphonic Sound Orchestra
- 1989: Philharmonic Sound Orchestra London
- 1990: The Shadows
- 1994: Waterloo & Robinson (Viel zu heiß)
- 1997: C-Block
- 2001: B3
- 2015: Howard Carpendale